# Principi d'individuació
El principi d'individuació (en llatí "principium individuationis") és el principi filosòfic que condiciona i fa possible la individualitat i el caràcter concret dels éssers i explica la multiplicitat i la diversitat dels individus.
El terme individuació fa referència a:
- la particularització del general i unitari en éssers individuals (per exemple, de la humanitat en diferents pobles i persones).
- l'esdevenir-un-mateix de l'ésser humà, pel qual pren consciència de la seva individualitat i de la diferència que el separa dels altres éssers humans.